# Nikolina Sjtereva
Nikolina Sjtereva (bulgariska: Николина Павлова Щерева), född den 21 januari 1955 i Sofia, Bulgarien, är en bulgarisk före detta friidrottare inom medeldistanslöpning.
Hon tog OS-silver på 800 meter vid friidrottstävlingarna 1976 i Montréal. 